# Andreas Merck

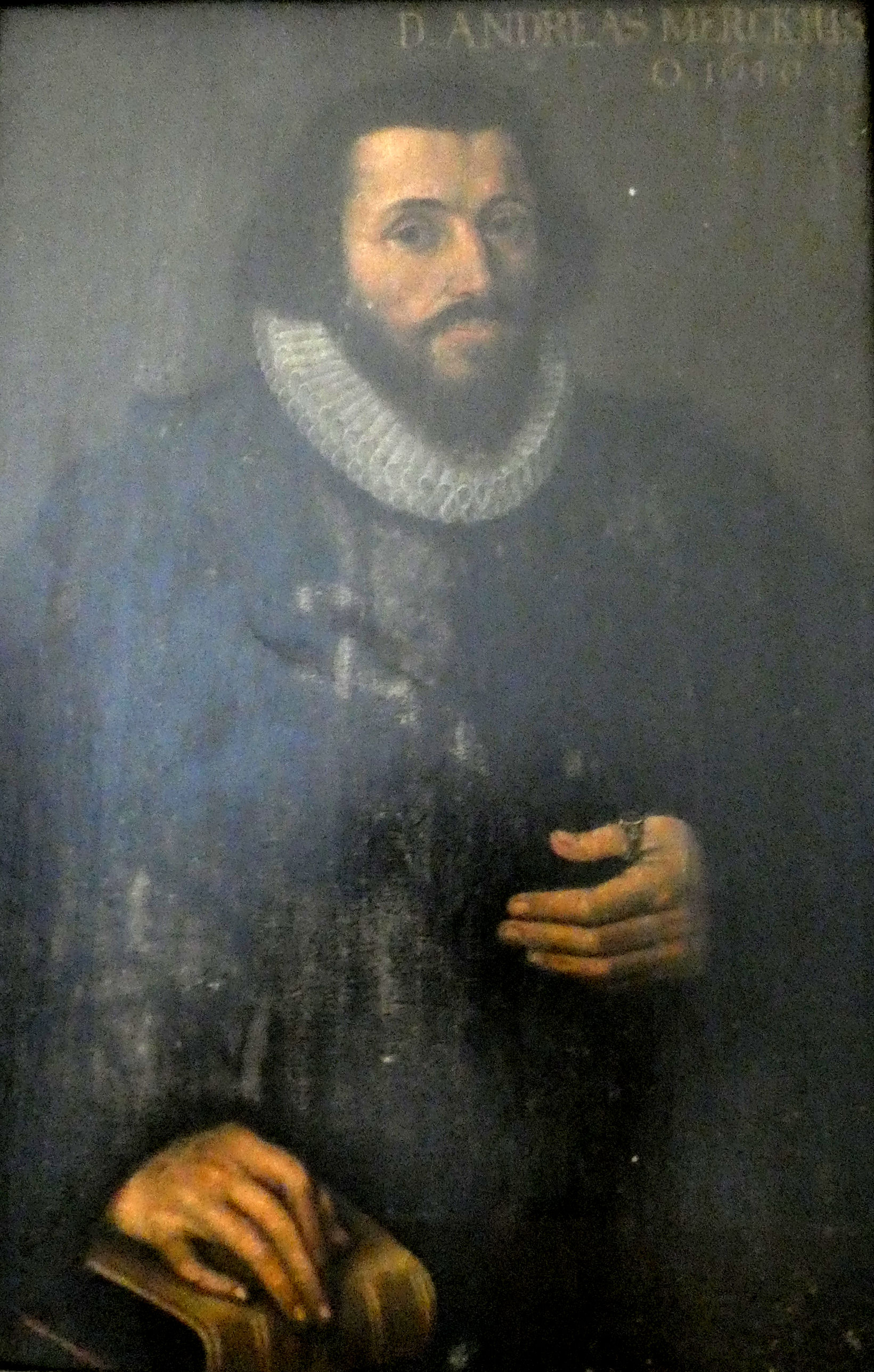
Porträt von Andreas Merck aus der Marktkirche Halle

Andreas Merck (* 28. November 1595 in Querfurt; † 7. Januar 1640 in Halle (Saale)) war ein deutscher evangelischer Theologe. Merck war Oberpfarrer an der Marktkirche Unser Lieben Frauen in Halle und Generalsuperintendent des Erzstifts Magdeburg.

## Leben
Andreas Merck wurde als Sohn des Querfurter Juristen Christoph Merck († 1598) geboren. Seine Mutter Catharina († 1636) war eine geborene Reinbottin. Merck studierte Theologie an den Universitäten in Helmstedt, Wittenberg und Jena. An der Wittenberger Universität bestand er nach einer Disputation 1614 die Magisterprüfung. Auf dem Weg nach Gießen an die dortige Universität erhielt er 1617 eine Vokation als Archidiakon an der Marktkirche Unser Lieben Frauen in Halle, ein Amt, das er bis 1623 ausübte.
Nach dem Tod von Johannes Olearius übernahm Merck 1623 dessen Amt als Oberpfarrer an Marktkirche Unser Lieben Frauen. Um der Würde des Amtes gerecht zu werden, promovierte er am 14. Dezember 1624 an der Theologischen Fakultät der Universität Jena unter Johann Himmel mit der Dissertation Via Salutis Nov-Antiqua, Seu De Modo Iustificandi Et Salvandi Sub Veteri Testamento Aeque Ac Novo, Per Fidem nimirum in Christum, Exetasis zum Doktor der Theologie. 1632 wurde er Superintendent in Halle und 1634 vom schwedischen Kanzler Axel Oxenstierna, der zu dieser Zeit während des Dreißigjährigen Krieges das Erzstift Magdeburg verwaltete, zum Generalsuperintendenten bestellt. Oxenstierna richtet ein eigenes Konsistorium ein und ernannte Merck zu dessen Assessor.
1635 erhielt er einen Ruf als Superintendent nach Braunschweig, den er aber ablehnte. Auf Grund der Wirren des Dreißigjährigen Kriegers gestaltete sich seine Arbeit in Halle schwierig. Theologisch setzt er sich mit den religiösen Schwärmern auseinander, unter anderem mit Valentin Weigel und Ezechiel Meths, die er auch in mehreren Schriften kritisierte. Wenige Tage nach der von ihm gehaltenen Neujahrespredigt in seiner Gemeinde erkrankte Andreas Merck schwer und verstarb am 7. Januar 1640 im Alter von 44 Jahren in Halle. Er wurde auf dem halleschen Stadtgottesacker bestattet, sein Grab befindet sich im Gruftbogen 65.
Merck hinterließ zahlreiche Schriften. Neben seinen Disputationen und der Dissertation sind dies vor allem Predigten und Streitschriften gegen die religiösen Schwärmer.

## Familie
Merck hatte sich 1617 mit Elisabeth Kirchhoff (* 18. November 1597 in Eisleben; †  20. Januar 1666 in Halle (Saale)), der Tochter des Physicus und Dr. med. in Eisleben Onuphrius Kirchhoff und dessen Frau Christina Weisse, verheiratet. Das Paar hatte Kinder, sieben Söhne und vier Töchter. Von den Kindern kennt man:
1. Christoph Andreas Merck (* 20. Mai 1620 in Halle; † 13. Februar 1692 ebenda) Archidiakon Unser Lieben Frauen in Halle, verh. 10. Mai 1653 in Halle mit Maria Elisabeth Stisser (* 23. März 1633 in Halle (Saale); † 16. Juni 1675 in Karlsbad), der Tochter des kurf. sächs. Kanzlers in Merseburg Kilian Stisser
2. Ernst Wilhelm Merck (* 5. April 1628 in Halle; † 14. Februar 1669 in Minden) Königl. Schwedischer und Fürstl. Braunschweig.-Lüneb. Hauptmann, verh. 24. Mai 1663 mit Anna Margaretha von Steinecker
3. August Merck (* 13. März 1630 in Halle (Saale); † 31. Mai 1664 in Prenzlau), Diakon an Marienkirche in Prenzlau, verh. I 2. Dezember 1656 mit Gertrud Scultetus, Tochter des Pfarrers an der Jacobikirche in Stettin Christoph Scultetus; verh. II. 29. Juli 1661 in Frankfurt/Oder mit Eva Katharina Ludecus, Tochter des Superintendenten Johann Christoph Ludecus
4. Adolph Siegfried Merck († 11. Mai 1712 in Wolmirstedt), Mag. phil. und Pfarrer in Groß Rosenburg, verh. 10. Mai 1658 mit Agnes Stock, Tochter des Superintendenten in Barby Werner Stock und der Barbara Cöppe
5. Carl Merck
6. Christian Merck (* & † 1635)
7. Catharina Elisabeth Merck, verh. 5. Oktober 1637 in Halle mit dem halleschen Theologen Johannes Olearius
8. Christina Merck († 1636 jung)
9. Clara Sophia Merck
10. Christina Elisabeth Merck († 15. Juni 1712 in Grimma), verh. 26. September 1659 in Halle mit dem Prediger in Lodersleben und späteren fürstl. Sachsen-Weimarischen Hofdiakon und Generalsuperintendent Mag. phil und Lic. theol. Conrad von der Lage (* ± 1631 Repsholt; † 5. Dezember 1694 in Weimar), verh. II. 24. Oktober 1701 Samuel Kaphahn (* 9. Mai 1667 in Grünau)

## Werke (Auswahl)
- Explicatio elenktikē Evangelii Domin. XXV. post Trinit. Präs. Johann Gerhard. Jena, 1616 (Digitalisat)
- Disputatio theologica de sacrosancto regenerationis lavacro, quod baptismus est. Präs. Johann Gerhard. Jena 1616, (Digitalisat)
- Anzugs-Predigt von der Sendung Jeremiae des Propheten. Halle, 1617 (Digitalisat)
- Trewhertzige Warnung fürm Weigelianismo. Halle, 1620 (Digitalisat)
- Christliche SterbensLust/ Und Was doch einem Christen die Bitterkeit des Todes uberzuckern und durchsüssen solle/ daß er gern und willig/ wenn Gott wil/ sterben/ auch die ihm lieb seyn/ Gott dem Herrn gehorsamblich folgen lassen könne : Bey Ansehnlichem und sehr Volckreichem Begräbniß Des ... Herrn Johannis Olearii ... Pfarrers und Superattendenten der Christlichen Gemein zu Hall in Sachsen/ Welcher am 26. Jan. dieses 1623. Jahrs ... entschlaffen/ und folgenden 29. Christlich zur Erden bestattet worden. Halle 1623 (Digitalisat)
- Via Salutis Nov-Antiqua, Seu De Modo Iustificandi Et Salvandi Sub Veteri Testamento Aeque Ac Novo, Per Fidem nimirum in Christum, Exetasis. (Dissertationsschrift) Jena 1624.
- Andere Anzugs-Predigt von der Würdigkeit des H. Predig-Ampts und worumb dasselbe hoch und werth zuachten und zuehren. Halle 1624.
- Wahrer Christen Abriß unnd Gestalt uff S. Pauli. Halle 1626.
- Raths- und RegentenLob Oder Welchs doch die dinge seyn/ daher der Regenten unnd RathsStand billich hoch und in Ehren zu halten: ... Bey ... Philipp Brüchtings/ Schmied genand ... Freytag nach Pfingsten A.C. 1629. Halle 1629 (Digitalisat)
- Martinus Christianus Oder Die Beschaffenheit der Streitenden Kirchen Gottes/ und was für sonderliche umbstände/ an allen geistlichen Martinen und Kriegern Christi/ wol in acht zunehmen und zubedencken : Bey ... Leichbestattung Des ... Herrn M. Martini Röberi, Pastoris der Kirchen zu S. Ulrich in Hall ... Aus den ersten 10. versiculen des 5. Capit. der 2. Epist. an die Corinth. Halle 1634 (Digitalisat)
- Bericht Vom Rechten Adel/. Gethan Bey ... Leichbestattung Des ... Herrn Alexanders von Gleissenthal/ uff Liebenaw/ Churf. Durchl. zu Sachsen/ bey dem Hochlöbl. Fürstl. S. Altenburgischen Regiment wolbestelten Rittmeisters/ Seligen/ Am 10. Martii des Jahrs Christi 1636. in der DomKirchen zu Hall Halle 1636 (Digitalisat)
- Iusta Malsiana. Als Der weiland Ehrwürdige/ Achtbare/ Wolgelahrte Herr Johannes Malsius DomPrediger zu Hall in Sachsen Seeliger Am 6. Aprilis des Jahrs Christi 1638. in selbiger Kirchen Christlich zur Erden bestattet ward. Halle, 1638 (Digitalisat)